# وزارة جمال عبد الناصر التاسعة
وزارة جمال عبد الناصر التاسعة هي الوزارة السادسة والثمانون في تاريخ مصر وتشكلت في 19 يونيو 1967.:66:67

## أعضاء الحكومة
| الوزارة                                           | الوزير                |
| ------------------------------------------------- | --------------------- |
| رئيس مجلس الوزراء                                 | جمال عبد الناصر       |
| الحربية والإنتاج الحربي                           | عبد الوهاب البشري     |
| الداخلية                                          | شعراوي جمعة           |
| الخارجية                                          | محمود رياض            |
| الخزانة                                           | نزيه أحمد ضيف         |
| الاقتصاد والتجارة الخارجية                        | حسن عباس زكي          |
| الأوقاف والشئون الاجتماعية                        | حسين الشافعي          |
| الإدارة المحلية                                   | علي صبري              |
| الصناعة والكهرباء والسد العالي                    | محمد صدقي سليمان      |
| العمل                                             | كمال الدين رفعت       |
| التخطيط                                           | عبد المنعم القيسوني   |
| استصلاح الأراضي                                   | عبد المحسن أبو النور  |
| النقل والبترول والثروة المعدنية والإسكان والمرافق | محمود يونس            |
| الثقافة                                           | ثروت عكاشة            |
| الزراعة والإصلاح الزراعي                          | سيد مرعي              |
| التربية والتعليم                                  | عبد العزيز السيد      |
| الصحة                                             | محمد النبوي المهندس   |
| الشباب                                            | محمد طلعت خيري        |
| التعليم العالي                                    | محمد لبيب شقير        |
| العدل                                             | محمد عصام الدين حسونة |
| الري                                              | عبد الخالق الشناوي    |
| التموين والتجارة الداخلية                         | محمد نور الدين قورة   |
| الإرشاد القومي                                    | محمد فائق             |
| المواصلات                                         | كمال هنري أبادير      |
| السياحة                                           | أمين مصطفى شاكر       |
| الدولة                                            | أمين هويدي            |
| الدولة                                            | أحمد توفيق البكري     |

## تعديلات
- في 8 يوليو 1967:
  - عين عزيز أحمد ياسين وزيراً للإسكان والمرافق
  - تولى حسين الشافعي مسئوليات واختصاصات وزير شئون الأزهر
- في 22 يوليو 1967: تولى أمين هويدي منصب وزير الحربية
- في 5 أغسطس 1967:
  - تولى سيد مرعي شئون وزارة استصلاح الأراضي
  - عين عبد المحسن أبو النور وزيراً للدولة
- في 30 سبتمبر 1967: عين علي صبري وزيراً مقيماً لمنطقة القناة
- في 16 أكتوبر 1967: عين عزيز صدقي وزيراً للصناعة
- في 24 يناير 1968:
  - عين عبد المحسن أبو النور وزيراً للإدارة المحلية
  - عين أمين هويدي وزيراً للدولة
  - عين محمد فوزي حاخوا وزيراً للحربية